# Želechovice (Čížkovice)
Želechovice jsou vesnice a místní část obce Čížkovice. Leží asi 1 km jihovýchodně od Čížkovic. Ve vsi bydlí asi 100 lidí.

## Historie
První zmínka o Želechovicích, respektive o želechovickém statku pochází z roku 1363, kdy ho vlastnil Vít z rodu Suleviců. V 15. století byly Želechovice rozděleny na dvě části, jedna patřila k Sulejovicím a druhá ke Košťálovu. Košťálovu později připadl i zbytek vsi.
V roce 1615 postavil v Želechovicích jejich majitel Felix Častovec Kaplíř tvrz, kterou prodal Vchynským. Těm byl majetek roku 1634 zkonfiskován. V té době již byla tvrz zbouraná. Želechovice pak až do roku 1850 patřily do teplického panství Clary-Aldringenů.

## Obyvatelstvo
|           | 1869 | 1880 | 1890 | 1900 | 1910 | 1921 | 1930 | 1950 | 1961 | 1970 | 1980 | 1991 | 2001 | 2011 |
| --------- | ---- | ---- | ---- | ---- | ---- | ---- | ---- | ---- | ---- | ---- | ---- | ---- | ---- | ---- |
| Obyvatelé | 220  | 221  | 216  | 231  | 275  | 236  | 226  | 144  | 140  | 110  | 98   | 69   | 79   | 97   |
| Domy      | 31   | 30   | 32   | 29   | 35   | 33   | 38   | 42   | 40   | 36   | 33   | 33   | 38   | 37   |

## Pamětihodnosti
- Boží muka